# Подпорожистое
Подпорожистое (фин. Löytöjärvi) — пресноводное озеро на территории Селезнёвского сельского поселения Выборгского района Ленинградской области.

## Общие сведения
Площадь озера — 0,9 км², площадь водосборного бассейна — 5,4 км². Располагается на высоте 30,8 метров над уровнем моря.
Форма озера продолговатая: оно более чем на два километра вытянуто с северо-запада на юго-восток. Берега каменисто-песчаные, преимущественно возвышенные.
Из юго-восточной оконечности озера вытекает безымянный водоток, который впадает с левого берега в реку Полевую, впадающую в Выборгский залив Финского залива.
С юго-запада к водоёму подходит просёлочная дорога.
Населённые пункты вблизи водоёма отсутствуют.
Озеро расположено в тринадцати километрах от Российско-финляндской границы.
Название озера переводится с финского языка как «озеро-находка».
Код объекта в государственном водном реестре — 01040300511102000009490.